# Доминик (фильм)
«Доминик» (англ. Dominique) — художественный фильм ужасов, триллер.

## Сюжет
Стремясь заполучить в своё полное распоряжение деньги жены, главный герой после нескольких неудачных попыток избавиться от супруги наконец добивается своего, напугав её до смерти. Но после смерти уже её дух начинает охотиться за ним.

## В ролях
- Дженни Эгаттер
- Джин Симмонс — Доминик Баллард
- Клифф Робертсон — Дэвид Баллард
- Дэвид Томлинсон — адвокат
- Джек Уорнер — Джордж
- Флора Робсон

## Съёмочная группа
- Режиссёр: Майкл Андерсон
- Продюсер: Эндрю Донэлли, Мелвин Саймон, Милтон Суботски
- Сценарист: Эдвард Абрахам, Валери Абрахам, Харольд Лоулор
- Композитор: Дэвид Синклер Уитейкер
- Оператор: Тед Мур